# Cabinet des chiens

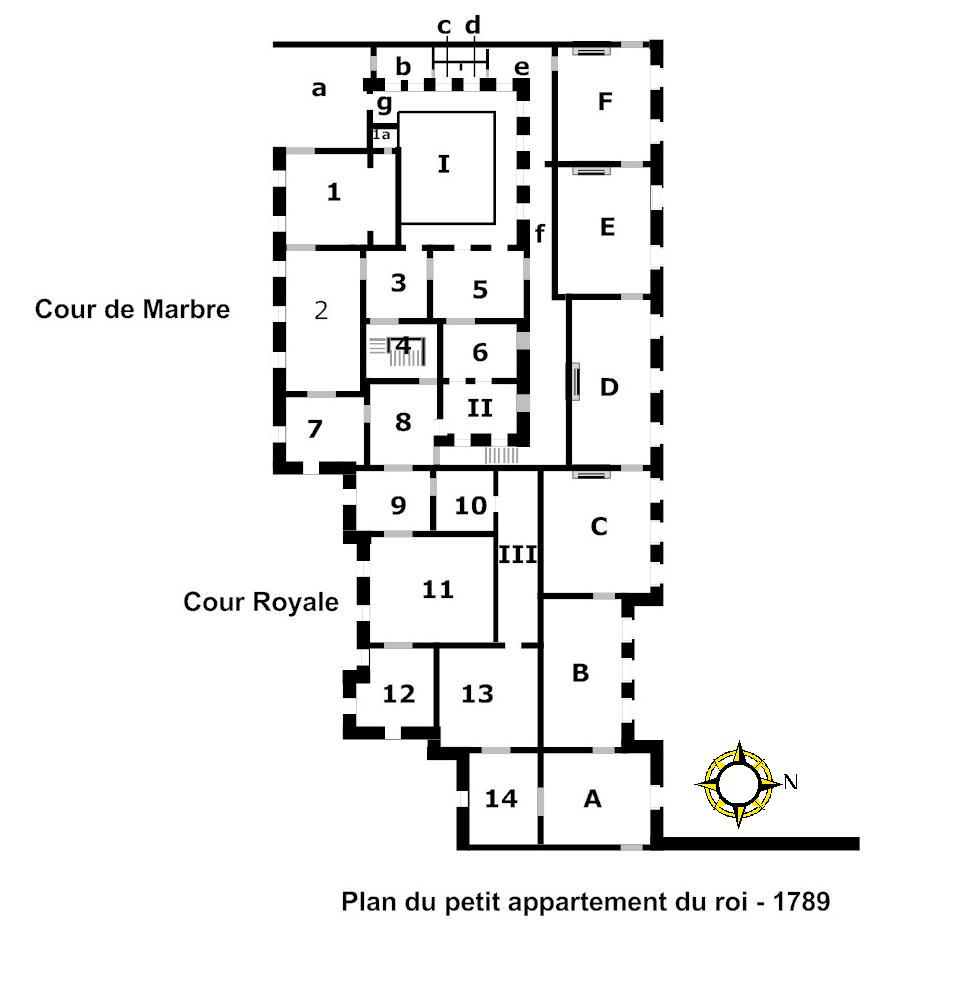
Pianta del petit appartement du roi nel 1789; il cabinet des chiens è indicato al n. 3.

Il cabinet des chiens (in italiano: "Gabinetto dei cani") è una sala della Reggia di Versailles.
Il gabinetto dei cani è situato nel Petit appartement du Roi, al primo piano della reggia.
La sala comunica a nord con la salle à manger des retours de chasse, a est con il degré du Roi ed a sud con il cabinet de la Pendule. A ovest le finestre danno verso la cour des Cerfs.